# Nunsploitation

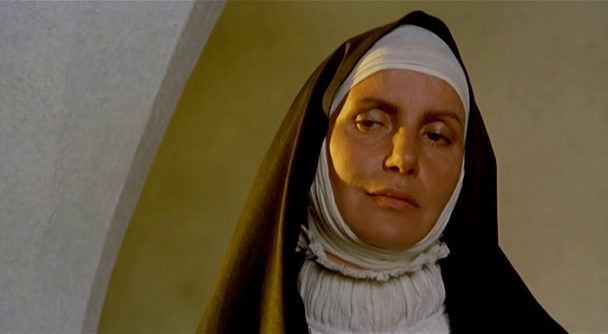
Giuliana Calandra no filme "História de uma Freira Reclusa" de 1973.

Nunsploitation é um subgênero dos filmes de exploitation que teve seu auge na Europa na década de 1970. Esses filmes geralmente envolvem freiras cristãs (Nuns, em inglês) que vivem em conventos durante a Idade Média. O principal conflito da história é geralmente de natureza religiosa ou sexual, como opressão religiosa ou supressão sexual por viver em celibato. A Inquisição é outro tema comum. Esses filmes, embora frequentemente vistos como filmes de pura exploração, geralmente contêm críticas contra a religião em geral e à Igreja Católica em particular. De fato, algum diálogo das protagonistas expressou a consciência feminista e a rejeição de seu papel social subordinado. Muitos desses filmes foram feitos em países onde a Igreja Católica é influente, como Itália e Espanha. Um exemplo atípico do gênero, Killer Nun (Suor Omicidi), foi ambientado na Itália atual (1978).
A nunsploitation, juntamente com a nazisploitation, é um subgênero que seguiu um curso paralelo ao lado de mulheres em filmes de prisão nas décadas de 1970 e 1980. Como nos filmes de prisão, eles são ambientados em conventos isolados, semelhantes a fortalezas, onde a população feminina se volta para o lesbianismo e a perversidade. O elemento da culpa religiosa permite representações sombrias de "mortificar a carne", como autoflagelação e rituais dolorosos e masoquistas. A madre superiora geralmente é uma déspota cruel e corrupta, semelhante a uma diretora de prisão, que impõe disciplina estrita (mais oportunidades para açoites e punições no estilo medieval) e muitas vezes deseja suas acusações femininas. Um padre igualmente sádico e lascivo é frequentemente incluído para adicionar um elemento de ameaça masculina à história.
Alguns segmentos do filme mudo escandinavo Häxan (1922) podem ser vistos como um precursor desse gênero. Um ato recente de nunsploitation de um filme está em Machete (2010), de Robert Rodriguez, onde Lindsay Lohan interpreta uma freira que carrega armas. Um exemplo ainda mais recente é o filme de terror não explorado de Darren Lynn Bousman, St. Agatha (2018).
Entre outros exemplos de cinema de exploração na Europa nos últimos sessenta anos, os filmes do gênero nunsploitation são discutidos no recente volume de visão geral de Mendik e Mathij sobre essa tendência geral nos gêneros, culturas e consumo de audiência regional. Chris Fujiwara escreveu uma peça detalhada discutindo exemplos do gênero, como Killer Nun (1978), The Nun and the Devil (1973) e Flavia the Heretic (1974), em Hermenaut, uma revista de cultura pop dos EUA.
Os filmes católicos de exploração de freiras são um subgênero do filme japonês de exploração desde pelo menos o início dos anos 1970. Embora o cristianismo nunca tenha sido uma religião dominante no Japão, o Japão encontrou missionários cristãos. Ao considerar uma religião minoritária como tema, sugeriu-se que esses filmes católicos de freira "chocantemente perversos e descontroladamente blasfemos" são "uma maneira de zombar da religião organizada sem atacar as crenças mais sagradas da sociedade em geral". Algumas entradas nesse gênero incluemSchool of the Holy Beast (1974), de Norifumi Suzuki; Cloistered Nun: Runa's Confession (1976),de  Masaru Konuma, Sister Lucia's Dishonor (1978),  e  Wet Rope Confession: Convent Story (1979) de Kōyū Ohara ,  Nun: Secret (1978) de Hiroshi Mukai,  Nun Story: Frustration in Black (1980) de Nobuaki Shirai, e Rope of Hell: A Nun's Story (1981) e Electric Bible: Sister Hunting (1992) de Mamoru Watanabe . Em 1995, a AV idol Mariko Morikawa estrelou Big Tit Monastery do diretor Sachi Hamano (巨乳 修道院), outra variação japonesa no gênero da nunsploitation.

## Adaptações teatrais
O artista de teatro Jamieson Child, de Toronto, dirige em 2015 o teatro musical Kill Sister, Kill: A Dark New Musical, como homenagem ao gênero Exploitation.

## Exemplos de filmes de nunsploitation
- Mãe Joana dos Anjos (Jerzy Kawalerowicz, Polônia, 1961)

- The Lady of Monza (Eriprando Visconti, Itália, 1969)
- The Devils (Ken Russell, 1971)
- The Demons (Les Demons, Jesús Franco, França, 1972)
- Story of a Cloistered Nun (Storia di una monaca di clausura, Domenico Paolella, Itália, 1973)
- The Nun and the Devil (Domenico Paolella, Itália, 1973)
- Flavia the Heretic (Flavia, la monaca musulmana, Gianfranco Mingozzi, Itália, 1974)
- School of the Holy Beast (Norifumi Suzuki, Japão, 1974)
- Le Scomunicate di San Valentino (Sergio Grieco, Itália, 1974)
- Satánico pandemonium (Gilberto Martínez Solares, Mexico, 1975)
- Alucarda (Alucarda, la hija de las tinieblas, Juan López Moctezuma, México, 1975)
- Cloistered Nun: Runa's Confession (Masaru Konuma, Japão, 1976)
- Love Letters of a Portuguese Nun (Jesús Franco, Alemanha Ocidental, 1976)
- Sister Emanuelle (Giuseppe Vari, Itália, 1977)
- Killer Nun (Suor Omicida, Giulio Berruti, Itália, 1978)
- The Last House on the Beach (La settima donna, Franco Prosperi, Itália, 1978)
- Nun: Secret (Hiroshi Mukai, Japão, 1978)
- Sister Lucia's Dishonor (Kōyū Ohara, Japão, 1978)
- They Call Her Cleopatra Wong (Bobby A. Suarez, Philippines, 1978)
- Behind Convent Walls (Interno di un convento, Walerian Borowczyk, Itália, 1978)
- Images in a Convent (Joe D'Amato, Itália, 1979)
- The Other Hell (Bruno Mattei, Itália, 1980)
- The True Story of the Nun of Monza (Bruno Mattei, Itália, 1980)
- Convent of Sinners (Joe D'Amato, Itália, 1986)
- Nuns on the Run (Jonathan Lynn, Reino Unido, 1990)
- Electric Bible: Sister Hunting (Mamoru Watanabe, Japão, 1992)
- Dark Waters (Mariano Baino, 1994)
- Sacred Flesh (Nigel Wingrove, 1999)
- Bad Habits (Dominic Deacon, Australia, 2009)
- Nun of That (Richard Griffin, 2009)
- Machete (Robert Rodriguez, interpretado por Lindsay Lohan, 2010)
- Nude Nuns with Big Guns (Joseph Guzman, 2010)
- The Little Hours (Jeff Baena, 2017)
- St. Agatha (Darren Lynn Bousman, 2018)
- Malabimba (Andrea Bianchi, 1979) [7]